# Lobatostoma platense
Lobatostoma platense är en plattmaskart som beskrevs av Mañé-Garzón och Spector 1976. Lobatostoma platense ingår i släktet Lobatostoma och familjen Aspidogastridae. Inga underarter finns listade i Catalogue of Life.